# Caranilla
Caranilla từng là một chi bướm đêm thuộc họ Noctuidae, hiện tại nó được coi là đồng nghĩa của Buzara, mặc dù một số loài được xếp vào chi Bastilla.